# Артуро Перес Вертті
Артуро Перес Вертті (10 вересня 1991) — мексиканський плавець.
Учасник Олімпійських Ігор 2012 року.